# Haaren (Waldfeucht)

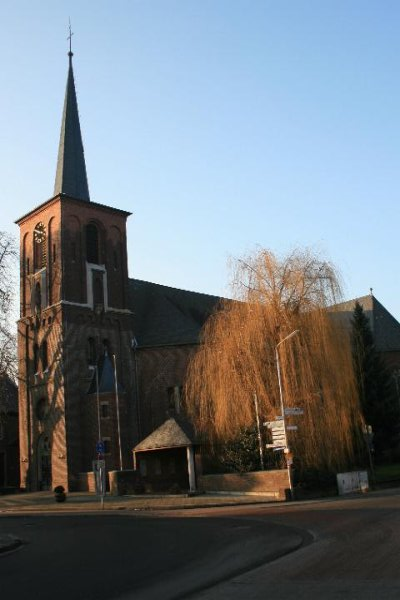
Kirche St. Johann Baptist in Haaren

Haaren ist ein nordöstlicher Ortsteil der Gemeinde Waldfeucht im nordrhein-westfälischen Kreis Heinsberg, unmittelbar an der Grenze zu den Niederlanden gelegen. Der Ort verfügt über drei Kindergärten, eine Grund- und Sekundarschule, ein Feuerwehrhaus, ein Jugendheim sowie ein Sportheim mit Kunstrasenplatz, Tennisplatz, und einen weiteren Fußballrasenplatz. Angrenzend befindet sich ein Hallenbad.
Im Ortsteil liegt auch das 146.000 m² große Industrie- und Gewerbegebiet Waldfeucht-Haaren, in dem auch ein vormals zur Rosen Eiskrem gehörendes Speiseeis-Werk der Schwarz-Gruppe liegt. Die Bon Gelati Haaren GmbH produziert exklusiv für die beiden Schwesterunternehmen Lidl und Kaufland.

## Geographie

### Nachbarorte
- Karken
- Kirchhoven
- Brüggelchen
- Obspringen

### Ortsteile
Haaren besteht aus den Ortsteilen:
- Soperich
- Althaaren
- Driesch
- Neuhaaren
- Haaserdriesch
- Haas

## Geschichte
1217 wird Haaren als Hare erstmals urkundlich erwähnt. Der Ortsname kann auf einen Hag oder eine Anhöhe hinweisen. 1328 erfolgt eine weitere urkundliche Erwähnung, als zehn Bischöfe in Avignon einen Ablassbrief für die Haarener Kirche St. Jans-Klus unterzeichnen. Bis 1804 gehörte Haaren zur Pfarre Waldfeucht. Von 1797 bis 1815 gehört die Mairie Haaren ebenso wie Braunsrath und Waldfeucht zum Kanton Heinsberg im Département de la Roer. Dann kommt der Ort an den preußischen Kreis Heinsberg. 1935 wird das Amt Waldfeucht mit den Bürgermeistereien Braunsrath, Haaren, Saeffelen und Waldfeucht gebildet. Zu dieser Bürgermeisterei Haaren gehörten noch Brüggelchen, Driesch, Frilinghoven, Neuhaaren und Soperich. Am 1. Januar 1972 wird die Gemeinde Waldfeucht aus dem Amt Waldfeucht – außer Saeffelen – gebildet. Haaren wird somit nach Waldfeucht eingemeindet.

## Sehenswürdigkeiten

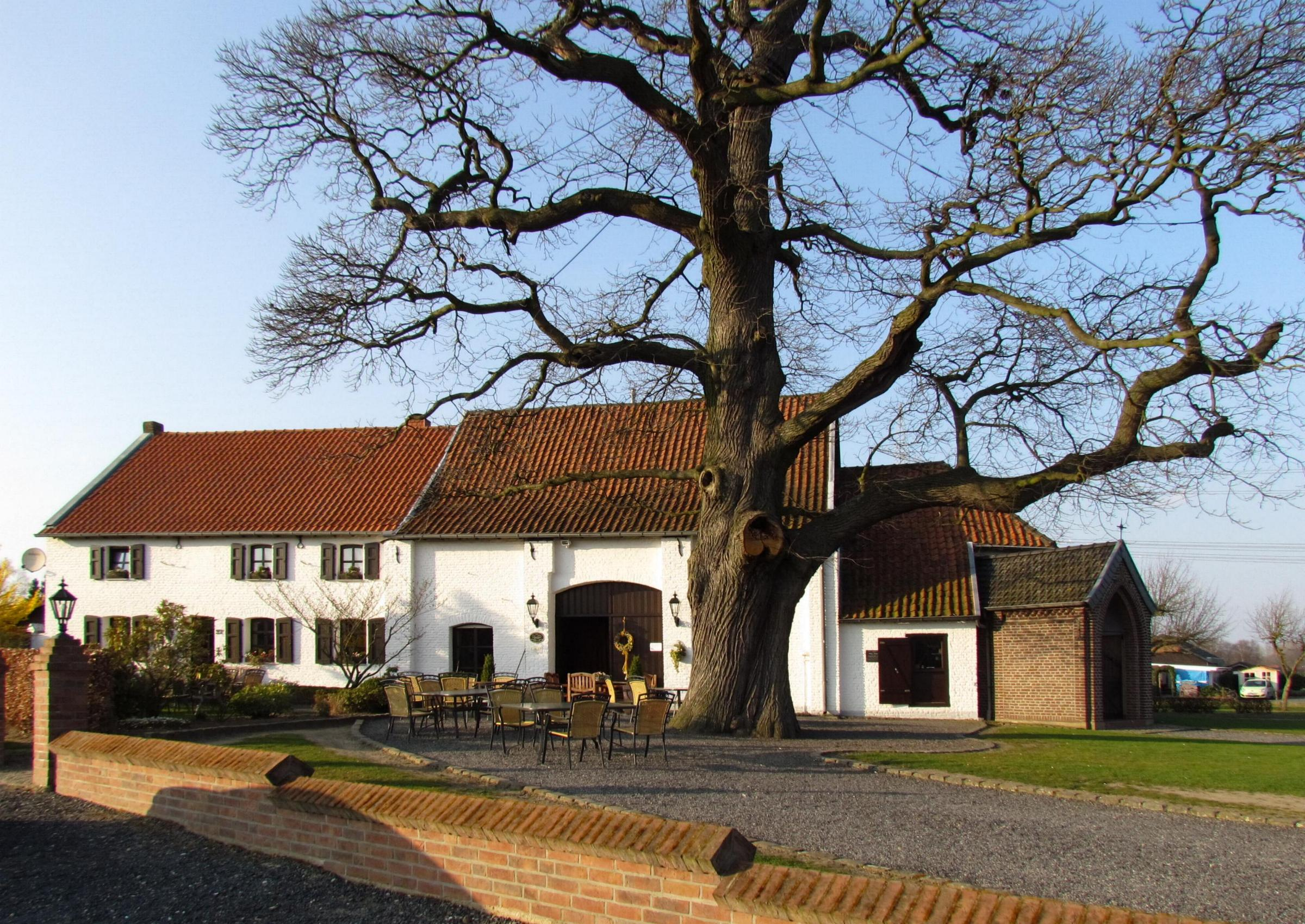
Kapelle Jans-Klus in Haaren

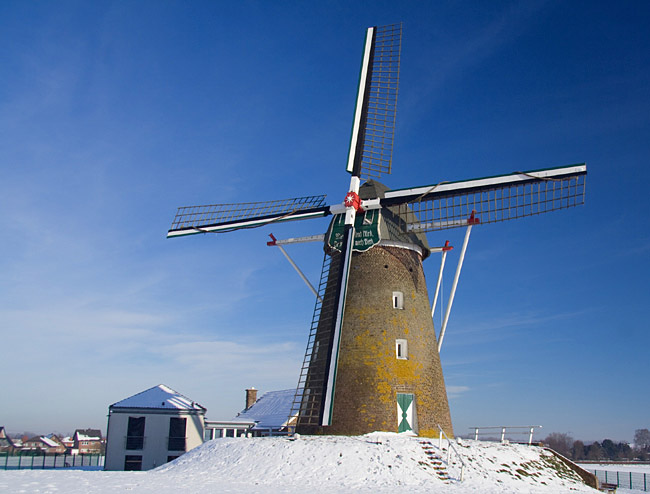
Windmühle Haaren

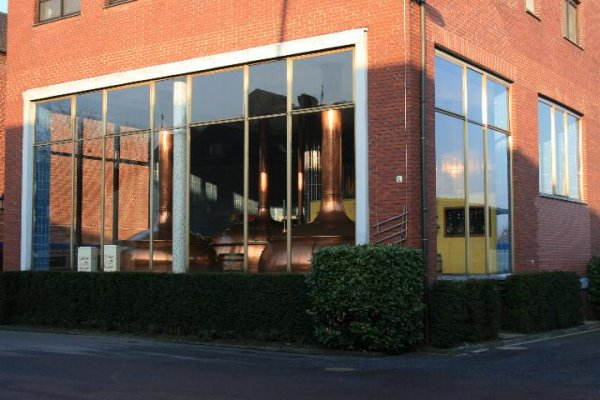
Sudwerk, erbaut 1939–1940

- Die Pfarrkirche „St. Johannes der Täufer“ wurde von 1821 bis 1824 als einschiffiger, neuromanischer Bau errichtet. 1913 und 1914 wurde er durch ein neugotisches Querschiff erweitert. In der Pfarrkirche befindet sich eine 1925 bis 1926 eingebaute denkmalgeschützte Klais-Orgel mit pneumatischer Traktur.
- Die Taufkirche St. Jans-Klus wurde vermutlich im 8. oder 9. Jahrhundert von iro-schottischen Mönchen errichtet. Sie erhielt 1328 als Wallfahrtsort einen Ablassbrief. Das heutige Gebäude wurde im 17. oder 18. Jahrhundert errichtet und diente von 1804 bis 1824 als Haarener Pfarrkirche; heute ist dort das „Café zur Klus“.
- Die Windmühle Haaren ist eine Turmwindmühle („Bergholländer“) von 1842. Sie gehört noch immer der Familie Verbeek. Diese wird als Getreidemühle von Müllern des Mühlenverein-Selfkant mit betrieben und kann besichtigt werden.[3] Ferner ist die Mühle Bestandteil der Selfkant-Mühlenstraße.
- Das Sudhaus von 1959 in der Brauereistraße war Sitz der Westmark-Brauerei.
- In der Ortsmitte steht die Bronzeplastik „Kluser Pappmule“: ein 1 m hoher, sitzender Bauer mit Holzschuhen und Suppenteller und eine 1,20 m hohe Bäuerin mit Suppenkessel.
- Seit 2009 steht auf dem Emilie-Schneider-Platz eine lebensgroße Bronzebüste von Schwester Emilie Schneider, die in Haaren geboren wurde.[4]

## Verkehr
Durch Haaren verläuft die Kreisstraße 5. Die nächste Anschlussstelle ist Heinsberg auf der A 46.
Die AVV-Buslinie 475 der WestVerkehr verbinden Hontem an Schultagen mit Waldfeucht, Heinsberg und Tüddern.
Zudem verkehrt der Multi-Bus seit dem 9. Juni 2024 kreisweit erweitert und zu einheitlichen Bedienzeiten. Mehr Informationen gibt es bei WestVerkehr.
| Linie | Verlauf |
| ----- | --- |
| 475   | (Oberbruch – Unterbruch) / Heinsberg Agentur für Arbeit – Heinsberg Busbf – Lieck –Kirchhoven – Vinn – Haaren – Obspringen – Brüggelchen – Waldfeucht – Bocket – Abzw. Nachbarheid – Breberen – Saeffelen – Heilder – Höngen – (Stein – Havert – Schalbruch – Isenbruch – Millen –) Tüddern |

## Regelmäßige Veranstaltungen
- Die Windmühle Haaren nimmt jährlich am Deutschen Mühlentag teil, welcher Pfingstmontag stattfindet. Ferner nimmt die Mühle am Denkmaltag teil, jährlich stattfindend am 2. Sonntag im September.[5]
- Jedes Jahr am 2. Oktoberwochenende findet das Haarener Oktoberfest statt. Dieses größte Oktoberfest im Rheinland samt Kirmesmarkt fand 2014 zum 50. Mal statt.[6]
- Tradition hat das seit 1988 alljährliche „Festliche Weihnachtskonzert“ des Musikvereins Haaren e. V. am 4. Adventssonntag in der Selfkanthalle Haaren. Zu den musikalischen Gästen gehören namhafte Orchester, Chöre und Solisten aus nah und fern. Ein buntes Unterhaltungsprogramm bietet im Juni die jährliche „music-open-air“ im Pfarrgarten am Bienenhaus oder zum Jahresbeginn die „Après-Ski-Fete“ der Musikjugend des Musikvereins Haaren e. V.[7]
- Jedes Jahr am Tulpensonntag findet in Haaren ein weit über die Grenzen der Gemeinde beliebter Karnevalsumzug statt.[8]

## Vereine
- Musikverein Haaren e. V.
- Schützenbruderschaft Sankt Johannes der Täufer 1749 e. V.
- Haarener Mühlenverein e. V.
- Kinderchor Haaren
- Taubenzuchtverein Haaren
- FC Concordia 1912 Haaren e. V.
- Freiwillige Feuerwehr
- KV Kluser Pappmule e. V.
- TC 75 Haaren e. V.

## Persönlichkeiten
- Émilie Schneider (* 1820 in Haaren; † 1859 in Düsseldorf), römisch-katholische Nonne, Mystikerin, von Papst Benedikt XVI. mit dem Ehrentitel ehrwürdige Dienerin Gottes ausgezeichnet.